# Bolesław Wituszyński

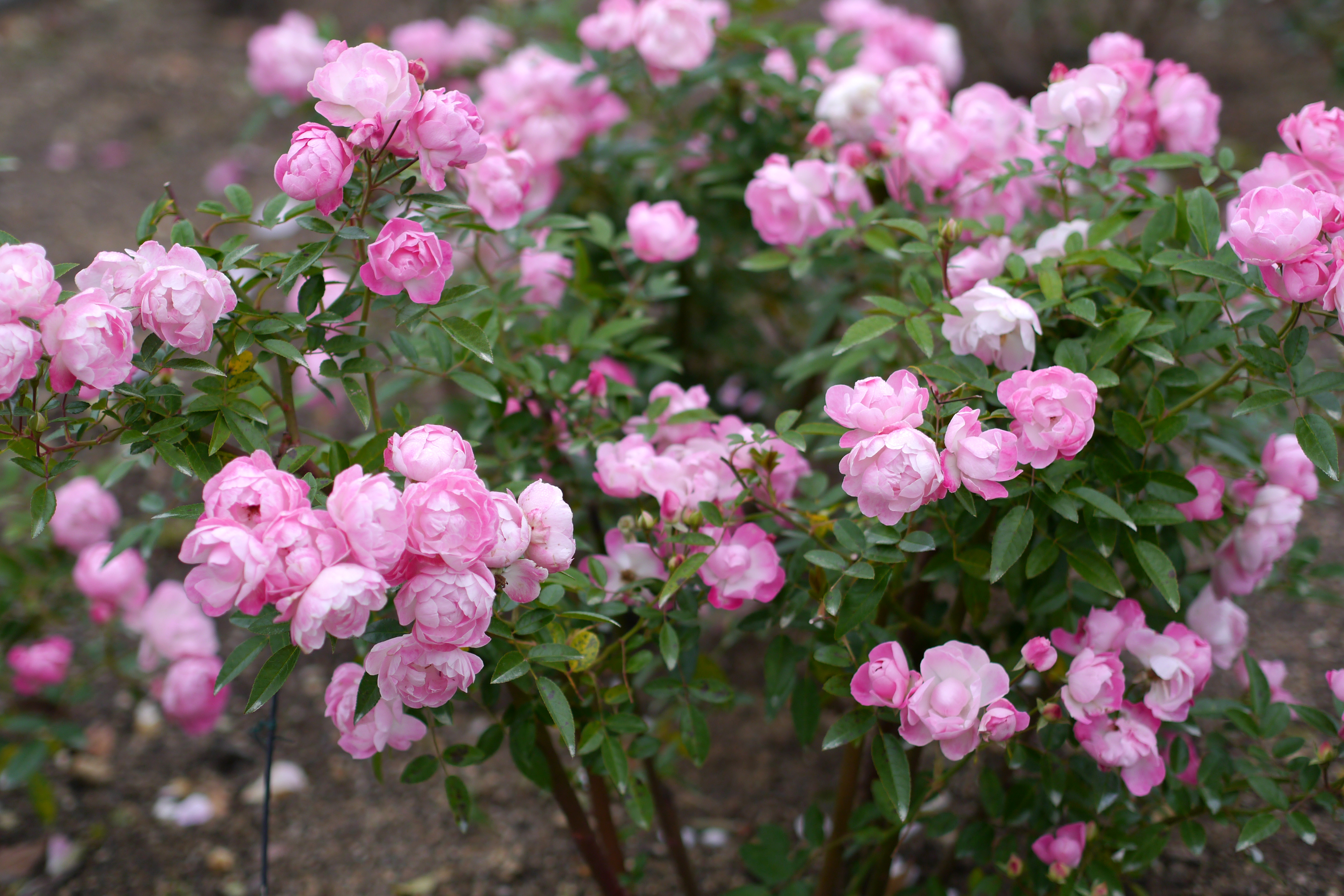
Róża 'Kutno' – odmiana wyhodowana przez Bolesława Wituszyńskiego

Bolesław Wituszyński (ur. 27 kwietnia 1912 w Leśnikach, zm. 29 kwietnia 1991 w Kutnie) – polski plantator, ogrodnik, właściciel szkółek drzew owocowych, ozdobnych i róż, inicjator Jarmarku Różanego w Kutnie.

## Życiorys
Pochodził z wielodzietnej rodziny rolniczej (12 dzieci). Jego rodzicami byli Kazimierz i Cecylia z domu Kowalska. Po ukończeniu szkoły podstawowej uczył się w Ludowej Średniej Szkole Rolniczej w Pszczelinie (Brwinów). Pierwszą posadą po ukończeniu szkoły była praca w renomowanych szkółkach roślin ozdobnych i owocowych Jana Kozitarskiego i Jana Cichockiego w Górze Kalwarii. Następnie doskonalił swój zawód w jednej z najlepszych firm ogrodniczo – szkółkarskich, tj. w firmie Braci Hoser. W 1937 roku otrzymał posadę ogrodnika w majątku rolnym rodziny Hertz w Koserzu koło Krośniewic (powiat kutnowski). Pracował najpierw jako ogrodnik,  potem administrator szkółek, a w 1938 roku założył tam własną szkółkę.
Po wojnie był kierownikiem Gospodarstwa Ogrodniczego w Błoniu koło Krośniewic, w skład którego wchodził majątek Koserz. W latach 40. przyjechał do Kutna. Prowadził własne gospodarstwo ogrodnicze, początkowo na Gnojnie z bratem Henrykiem, a od końca lat 50. przy ul. Chodkiewicza. Został właścicielem największych szkółek róż w Polsce. Pod koniec lat 50. ich produkcja liczyła kilkaset tysięcy krzewów rocznie i dzięki wysokiej jakości była znana i wysoko oceniana również za granicą. Współpracował wówczas z katedrą Roślin Ozdobnych Wyższej Szkoły Rolniczej w Poznaniu (obecnie Uniwersytet Przyrodniczy) i z prof. Władysławem Oszkinisem. Prowadził firmę na wysokim poziomie ogrodniczym i organizacyjnym. Utrzymywał kontakty z wielkimi światowymi hodowcami róż: Firmą Jackson & Perkins (USA), Kordesem (Niemcy), Tantauem (Francja) i Stroblem (Niemcy), De Ruiter (Holandia), McGredy (Irlandia). Był niewątpliwie autorytetem w dziedzinie produkcji róż nie tylko w Polsce, ale i w Europie.
Jego osiągnięcia twórcze to przede wszystkim cztery własne odmiany róż: 'Kutno' (1965) – róża miniatura, sport 'Margo Coster', 'Marylka' (1967, zarejestrowana w 1972 r.) – róża miniatura, 'Kopernik' (1969, zarejestrowana w 1977 r.), 'Leszek' (1980 – niezarejestrowana). Zajmował się także innymi roślinami ozdobnymi. Tu plonem jego pracy jest cis 'Krzysztof' poświęcony najstarszemu synowi.
Prowadził również rozległą działalność społeczną. Od 1958 roku był aktywnym działaczem Polskiego Towarzystwa Miłośników Róż, od tegoż Towarzystwa w 1988 roku otrzymał dyplom z okazji 50-lecia Firmy „za wkład w osiągnięcie wysokiego jakościowo poziomu produkcji róż w Polsce”. Od samego początku brał udział w wystawach róż organizowanych przez PTMR w różnych miastach Polski, a jego stoisko zawsze się wyróżniało. Otrzymywał wiele medali i dyplomów. Na przeprowadzane przez PTMR akcje ukwiecania szkół, miast i osiedli przekazywał wiele krzewów róż, roślin ozdobnych i drzew owocowych. Bardzo wiele krzewów róż przekazał również do rosariów w Chorzowie, Poznaniu i Warszawie. Od 1961 roku był wybierany do władz PTMR, pełnił funkcję członka Zarządu Głównego, reprezentował Towarzystwo w licznych wyjazdach zagranicznych. Od 1961 roku wszedł do Zarządu Sekcji Producentów. Był inicjatorem organizowania wystaw róż w Kutnie, ukwiecał różami parki i skwery uliczne, otaczał troską oryginalne egzemplarze drzew. Zawsze służył radą i pomocą.

## Nagrody i odznaczenia
Za swoją pracę i działalność społeczną otrzymał liczne odznaczenia i medale: pierwszy Dyplom Uznania w 1948 roku od Polskiego Związku Ogrodniczego „za wytrwałą, owocną i pełną zamiłowania pracę na niwie ogrodnictwa w dziedzinie szkółkarstwa owocowego i ozdobnego”. W 1960 roku wziął udział w III Ogólnopolskiej Wystawie Róż w Szczecinie prezentując nowe europejskie odmiany róż i odebrał swój pierwszy medal Złota Róża. Na ogólnopolskich wystawach róż taki medal otrzymywał trzynastokrotnie (ostatni w 1985), dostał też jedną odznakę Srebrnej Róży i jedną Brązowej. Otrzymał Złotą Różę na Międzynarodowej Wystawie Róż w Chorzowie w 1968 roku, dyplomy uznania za zajęcie I miejsca w konkursach publiczności, srebrny medal od Niemieckiego Towarzystwa Miłośników Róż w 1979 roku, „Dyplom uznania za wieloletnią i owocną działalność społeczną w Stowarzyszeniu Inżynierów Techników Ogrodnictwa Łodzi” w 1976 roku, wiele dyplomów związanych z udziałem w wystawach róż i ogrodniczych w Katowicach i Chorzowie. W 1978 roku otrzymał srebrną, a w 1981 Złotą Odznakę Honorową NOT. Wręczono mu wiele odznaczeń i nagród, m.in. od Związku Ogrodniczego, OCNOS.

## Rodzina

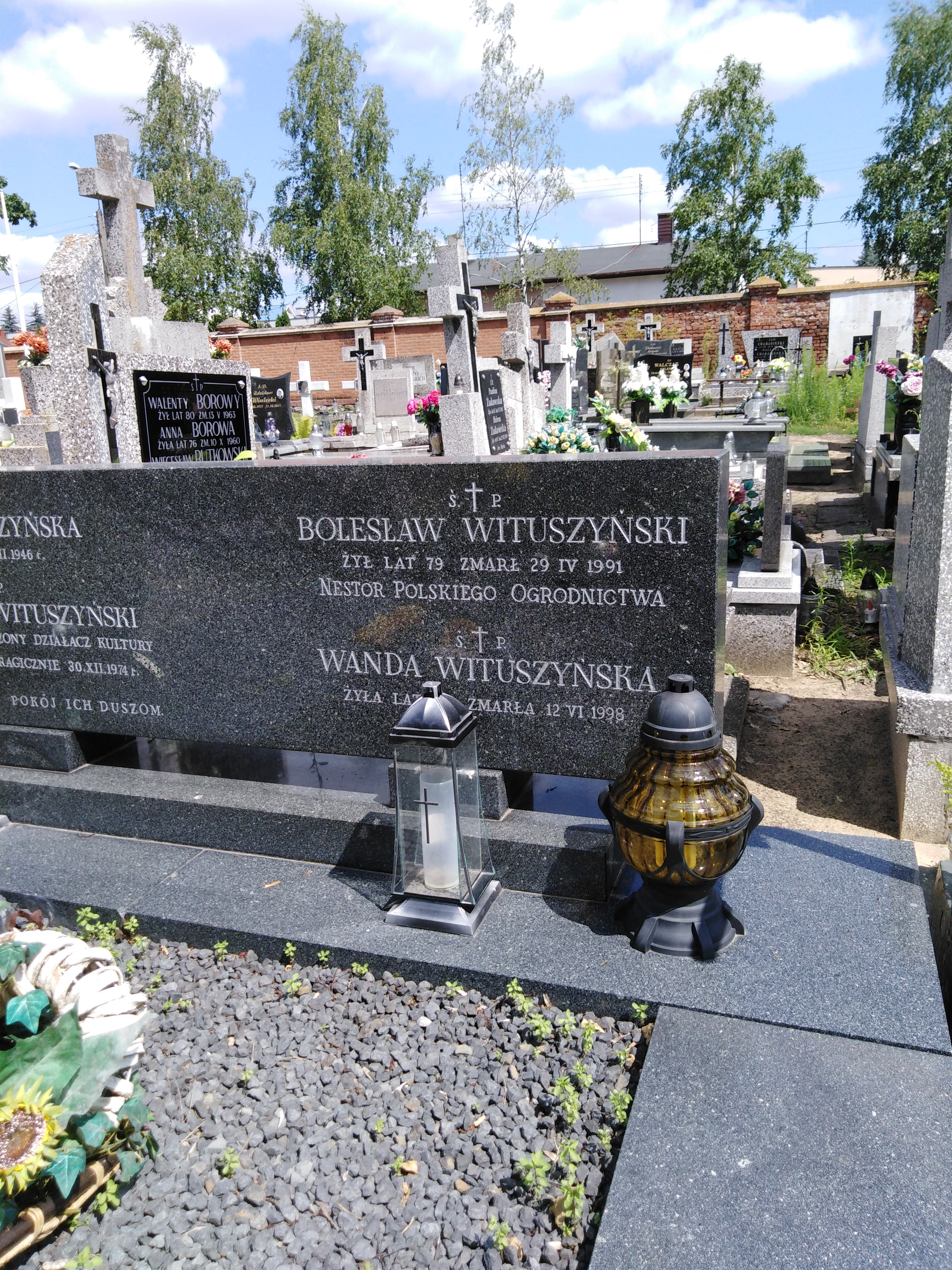
Grób Bolesława Wituszyńskiego na Cmentarzu Parafialnym w Kutnie.

Życie rodzinne Bolesława Wituszyńskiego było bardzo ściśle związane z jego pracą i pasją szkółkarską. Żona Wanda z Walkiewiczów (1913-1998), z którą zawarł związek małżeński w 1939 roku, całe życie pracowała u jego boku w firmie. Ich dzieci to: Krzysztof, ur. w 1940 roku, profesor kolejno w Politechnice Lubelskiej, Politechnice Białostockiej, Wojskowej Akademii Technicznej i Wyższej Szkole Menedżerskiej w Warszawie, Maria (1948-2012), Lechosław, absolwent SGGW (1942-1974), Jan, ogrodnik (ur. 1953). Po śmierci Bolesława Wituszyńskiego ogrodnicze tradycje rodzinne kontynuowała Maria Wituszyńska przy współpracy z bratem Janem. W obecnym czasie tradycję podtrzymuje wnuk Bolesława, syn Marii – Piotr Jóźwiak prowadząc firmę ogrodniczą.
Bolesław Wituszyński zmarł 29 kwietnia 1991 roku w Kutnie. Pochowany jest na Cmentarzu Parafialnym w Kutnie.

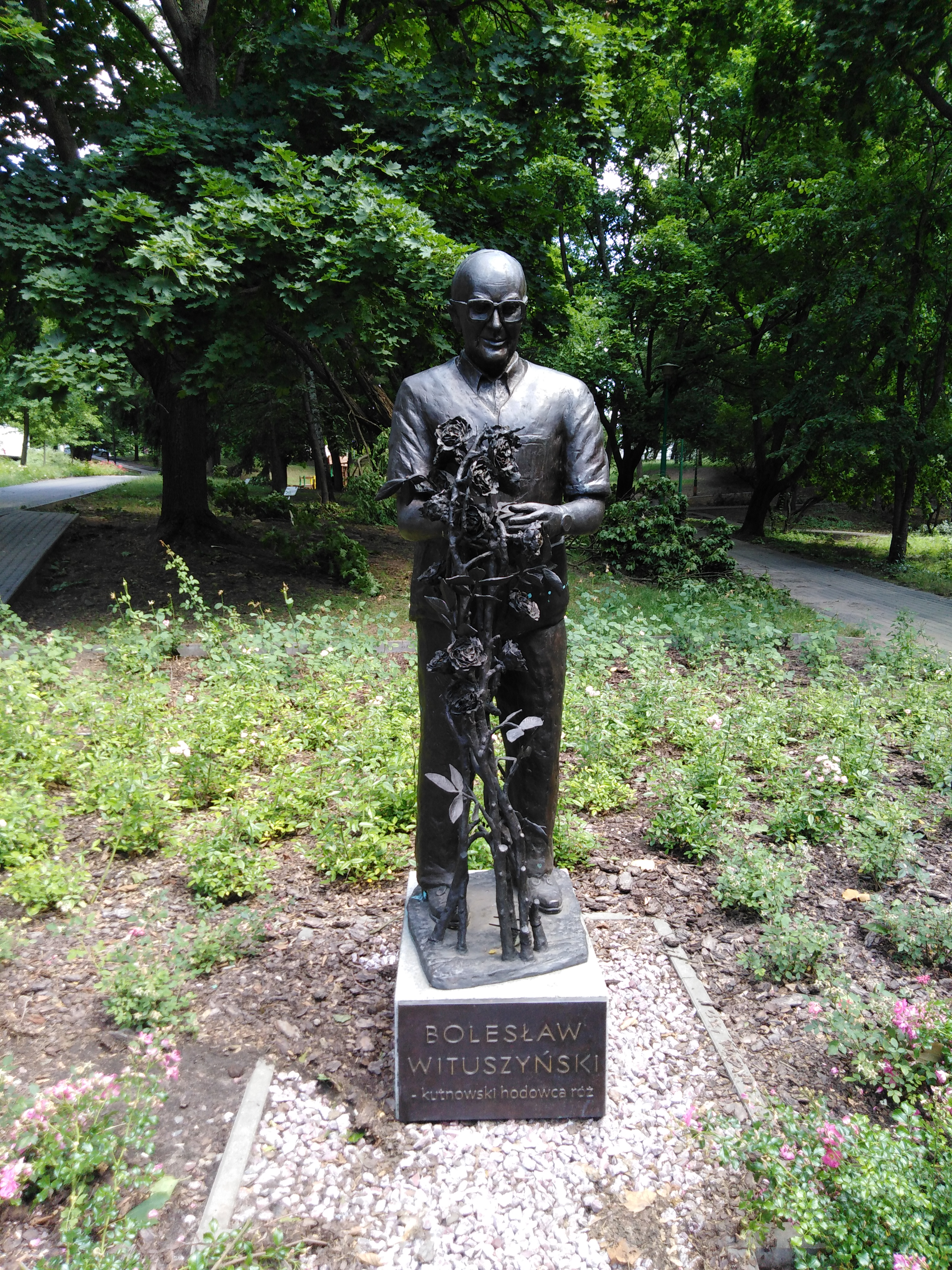
Pomnik Bolesława Wituszyńskiego w Parku Traugutta w Kutnie.

9 maja 2015 roku, w parku im. Romualda Traugutta prezydent miasta Kutna Zbigniew Burzyński wraz z synem Bolesława - Krzysztofem, wnukiem Piotrem i prawnuczką Polą, uroczyście odsłonił pomnik Bolesława Wituszyńskiego, dłuta Roberta Sobocińskiego.